# Nimmitabel
Nimmitabel (237 habitants) est une localité de Nouvelle-Galles du Sud, en Australie à 152 km au sud de Canberra et à 37 km au sud de Cooma sur la Monaro Highway qui est fusionnée dans la région avec la Snowy Mountains Highway.